# Wilczy Młyn
Wilczy Młyn – część Wilczaka w Poznaniu i zarazem jednostka obszarowa w Systemie Informacji Miejskiej (SIM), w obrębie osiedla samorządowego Naramowice, w pobliżu ulicy Lechickiej. Obecnie z Wilczym Młynem utożsamiane jest dość izolowane osiedle domów jednorodzinnych i szeregowych.
Według danych z 1 stycznia 2010 r. Wilczy Młyn zamieszkiwało 1210 osób.

## Granice
Terytorium Wilczego Młyna jest jednym z bardziej izolowanych w Poznaniu. Zabudowania koncentrują się wzdłuż przecznic ulicy Macieja Rataja, od ulicy Lechickiej w kierunku starorzecza Warty.
Wedle Systemu Informacji Miejskiej jednostka obszarowa Wilczy Młyn mieści się w granicach:
- od wschodu i południa: obrzeżem lasu na tyłach nieruchomości;
- od zachodu: ulicą Lechicką;
- od północy: na tyłach działek.

## Struktura zabudowy i komunikacja

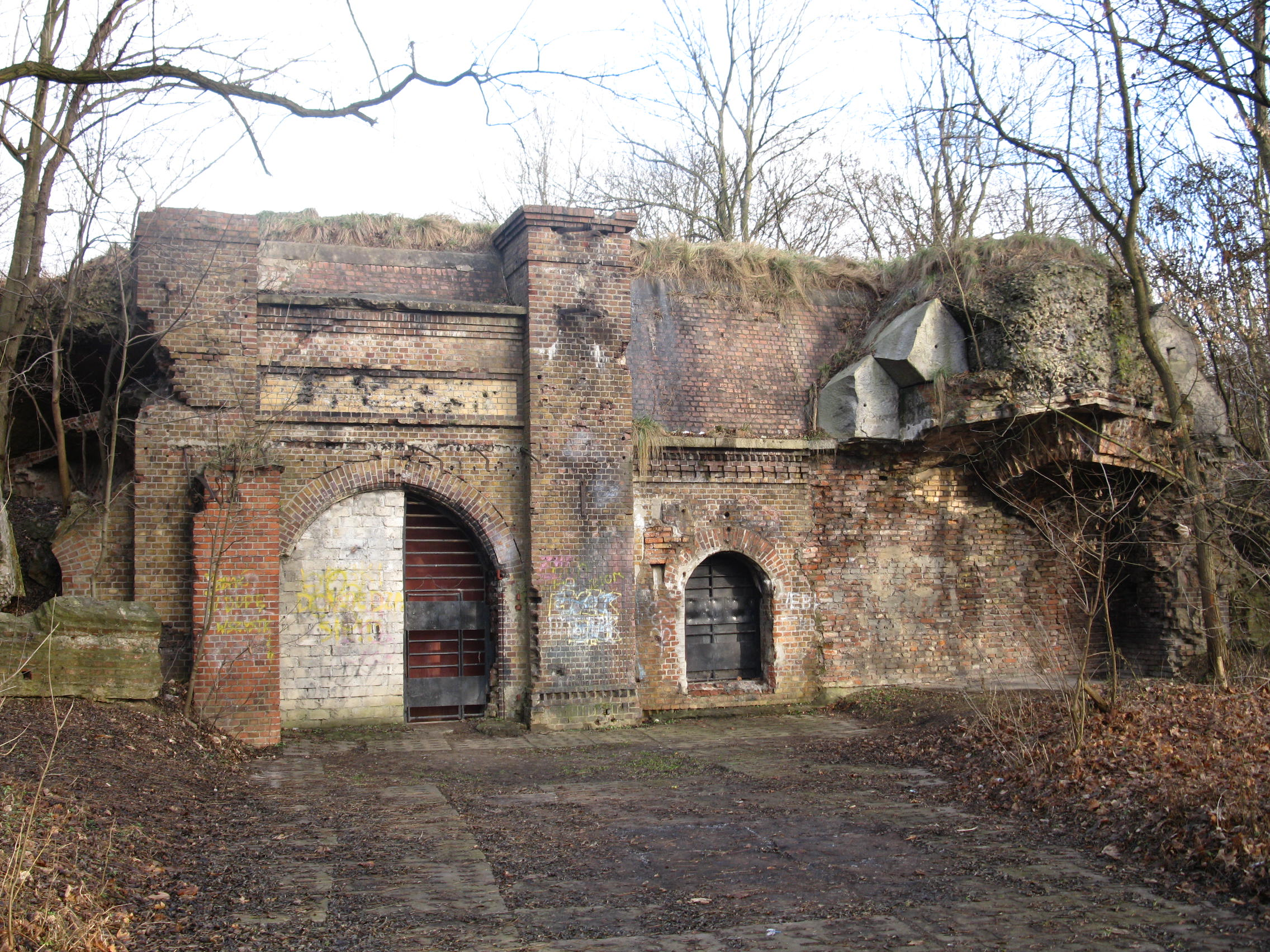
Fort IVa

Zabudowę osiedla stanowią wyłącznie domy jednorodzinne i szeregowe. Istnieje tu niewielka sieć handlu i usług. Na ulicy Lechickiej znajdował się do początku 2012 roku przystanek linii minibusowej o numerze 121 (była to pierwsza w Poznaniu linia minibusowa w ramach zintegrowanej taryfy). Linia 121 nie cieszyła się jednak odpowiednią frekwencją ze względu na swoją trasę, co spowodowało jej likwidację. Na początku 2012 radny osiedla Naramowice, Krzysztof Nowikowski przeprowadził konsultacje zarówno z mieszkańcami jak i ZTM czego efektem była korekta trasy autobusu 178. Wcześniej kursował on od ulicy Szarych Szeregów do ronda Kaponiera, natomiast od 1 września 2012 od Szarych Szeregów do ronda Śródka przez ulicę Lechicką (przy osiedlu Wilczy Młyn). Od września 2013 przy osiedlu zatrzymuje się także linia nocna nr 248. Zmiany te spowodowały trwałe przyłączenie mieszkańców do komunikacji publicznej miasta. W pobliżu (na północy) przebiega obwodnica kolejowa Poznania.
Na terenie Wilczego Młyna znajduje się Fort IVa Twierdzy Poznań.

## Toponimia
Nazwa dzielnicy pochodzi od licznych w tym rejonie młynów (obecnie nieistniejących). Nazwy ulic zlokalizowanych na terenie osiedla stanowią jedną grupę toponimiczną – od nazwisk osób i organizacji polskich związanych z II wojną światową – np. Batalionów Chłopskich, Żołnierzy Narwiku, Obrońców Tobruku czy Jana Piekałkiewicza. Nazwy te nadano w 1986.

## Przyroda
Wilczy Młyn jest terenem interesującym przyrodniczo - utworzono tu użytek ekologiczny o tej samej nazwie - chroni on przede wszystkim siedliska ugorowe, ale też niewielki areał wilgotnych łąk. W obrębie flory występują tu m.in.: pałka szerokolistna, jeżogłówka gałęzista, wierzba biała i krucha oraz czyżnie. W okolicach Fortu IVa rośnie wiekowy las sosnowy.
Z fauny na terenie Wilczego Młyna występuje m.in. nornik północny (Microtus oeconomus). W połowie lat 60. XX wieku notowano także remiza i żabę śmieszkę, a z roślin zanokcicę północną.